# Trilogía del Guardián
La Trilogía del Guardián (The Caretaker Trilogy) es una trilogía de thrillers de ciencia ficción de tema ecológico, escrita por el novelista estadounidense David Klass. El primer libro de la serie, Tormenta de Fuego (Firestorm), fue el primer libro aprobado por Greenpeace y fue elogiado por la crítica por la combinación de entretenimiento y mentalización medioambiental, ganando un American Library Association (ALA) Best Book citation, en una revisión de favoritos de Publishers Weekly, y una revisión favorable de New York Times Book Review. La historia se centra en Jack Danielson, un joven enviada atrás en el tiempo desde el futuro para salvar los océanos. Whirlwind, el segundo libro y aún no publicado en castellano, se centra en los esfuerzos de Jack de salvar la selva amazónica. El tercer libro es Timelock, publicado en 2009.
Firestorm ha sido adquirido por Warner Bros. y la compañía de producción Thunder Road, para una película actualmente en desarrollo.

## Novelas

### Tormenta de fuego (Firestorm)
Jack Danielson es un chico normal de 17 años residente en Hadley-by-Hudson, capitán del equipo de fútbol de su escuela y enamorado de una chica llamada P.J. Entonces Jack gana un partido de fútbol y aparece en las noticias, y todo cambia. Extrañas criaturas del Ejército Oscuro persiguen a su familia, matando a sus padres justo cuando descubre que no lo son realmente. Jack escapa en una lancha en dirección a Nueva York, donde conoce a una chica llamada Reilly que en realidad es un agente del Ejército Oscuro. Ésta lo invita a su apartamento y, después de que el chico se duche, lo seduce para atarlo a una cama; en una lucha de trasfondo sugerente, Jack logra huir, descubriendo a un perro telépata llamado Gisco que se convierte en su compañero de viaje. Tras un viaje encuentran a su contacto, una chica ninja del futuro llamada Eko, que le enseña técnicas de supervivencia.
Gradualmente Jack aprende que pertenece a una época 1000 años más tardía, en la que la Tierra se halla ecológicamente destruida. Sus verdaderos padres, miembros de un grupo llamado Los Guardianes, lo enviaron al pasado para impedir que el ecosistema se arruinase. 
En una secuencia de acción tras otra, Jack encuentra a un multimillonario de la industria pesquera llamado Dargon, miembro del Ejército Oscuro y encargado de producir el desastre natural que será propicio a su bando en el futuro, para lo que debe encontrar un misterioso objeto llamado "Tormenta de Fuego" en una isla. Tras un cliffhanger, Dargon muere y Jack y Gisco escapan, con una nueva misión, mientras Eko muere.

### Whirlwind
En Whirlwind, Jack vuelve a Hadley-by-Hudson para ver a P.J., el único resto de su vida anterior. Cuando descubre que ella ha desaparecido, sospecha que es obra del Ejército Oscuro. Acompañado de Gisco, comienza a a rastrear a la chica, en una búsqueda que les lleva hasta el Amazonas, donde Jack debe cumplir otra misión como Guardián: salvar los pulmones del mundo, la selva amazónica, mientras busca a P.J., debiendo encontrar para ello a viajero en el tiempo, un brujo llamado Kidah, así como derrotar al Señor Oscuro del futuro, el padre de Dargon. Con la reaparición de Eko, la misión comienza.